# Binckhorst (wijk in Den Haag)
De Binckhorst is een wijk in Den Haag in stadsdeel Laak. De wijk is genoemd naar Kasteel de Binckhorst. Het gebied was in de tweede helft van de twintigste eeuw voornamelijk een industrie- en bedrijventerrein. In de 21e eeuw zijn belangrijkste overblijfsels hiervan de betoncentrales. Vanaf begin jaren 90 zijn daar hoogwaardige kantoren bijgekomen. De gemeente Den Haag zet zich vanaf 2009 in om een deel van de bedrijven te vervangen door enkele duizenden woningen.
Van bovenaf heeft de Binckhorst ongeveer de vorm van een rechthoek. De wijk wordt begrensd door de spoorlijn Den Haag - Gouda (met de A12), de spoorlijn Amsterdam - Rotterdam, de Trekvliet en de Broeksloot. Het gebied grenst aan de Haagse wijken Laakkwartier en Stationsbuurt plus aan twee zijden aan de plaats Voorburg.

## Indeling

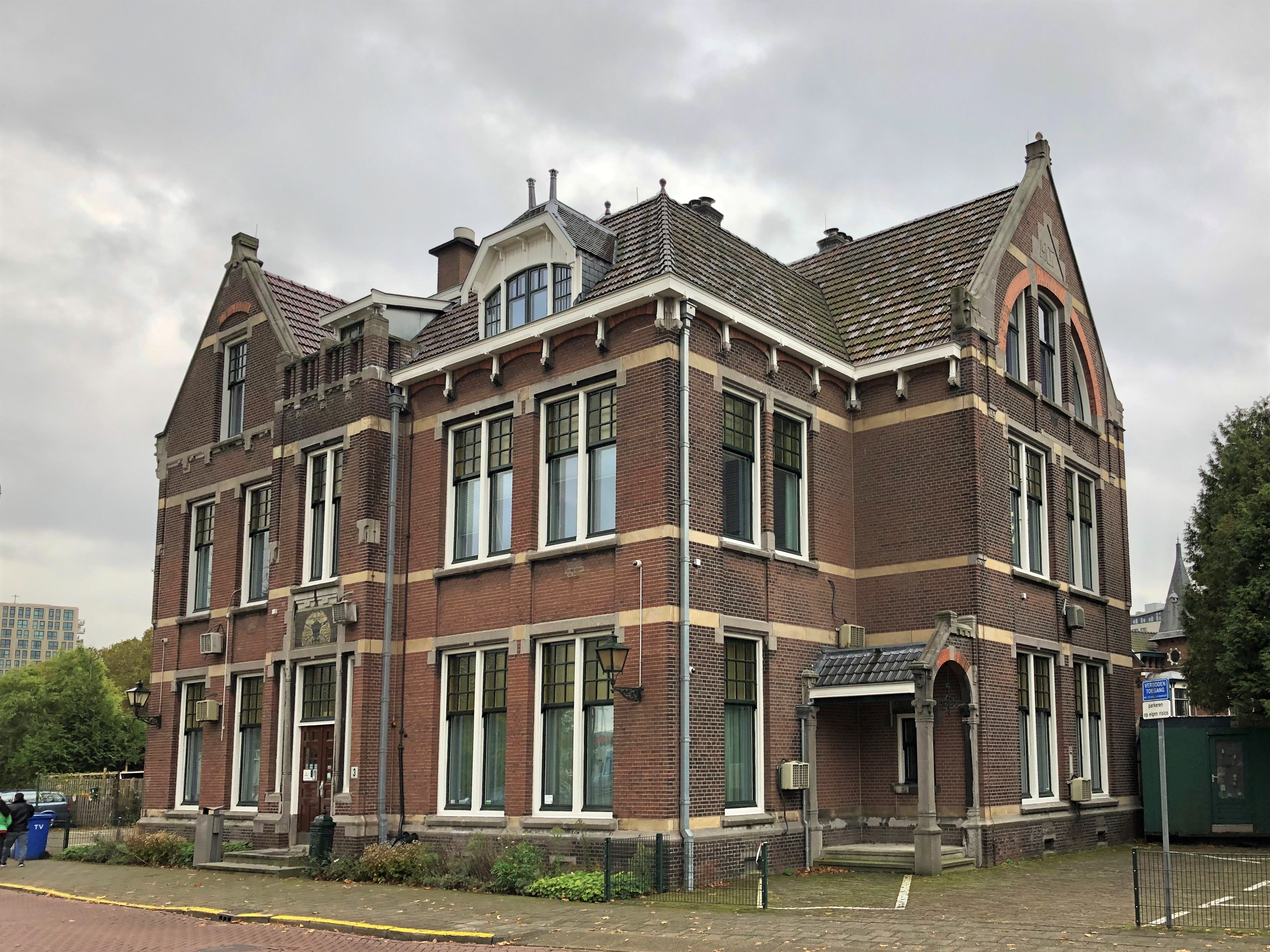
Het kantoor van de vroegere Gemeentelijke Gasfabriek

De Binckhorst is nog altijd (2024) een gemengd bedrijventerrein met onder meer loodsen en kleinschalige garagebedrijven. Enkele gebouwen van de Gemeentelijke Gasfabriek zijn bewaard gebleven. Daarnaast zijn er kantoorlocaties zoals dat van KPN – in het in 2001 opgeleverde The Green Campus – en het voormalige gebouw van het Internationaal Strafhof aan de Maanweg. Andere kantoren zijn omgebouwd tot appartementen of in gebruik als hotel.
De meeste kleinschalige bedrijfsgebouwen staan in het noordelijk deel van het gebied. In dit deel staan verder twee grote bedrijfsverzamelgebouwen: Bink 36 en de Caballero Fabriek, beiden hebben horeca. Ongeveer in het midden ligt de rooms-katholieke Begraafplaats Sint Barbara, waar veel woonwagenbewoners begraven liggen. Naast het bestaande gebouw uit 1922 is in 2024 de nieuwbouw hiervoor afgerond. Pal ernaast lag aan de Binkhorstlaan een kleine woonwijk met vooral portiekflats.

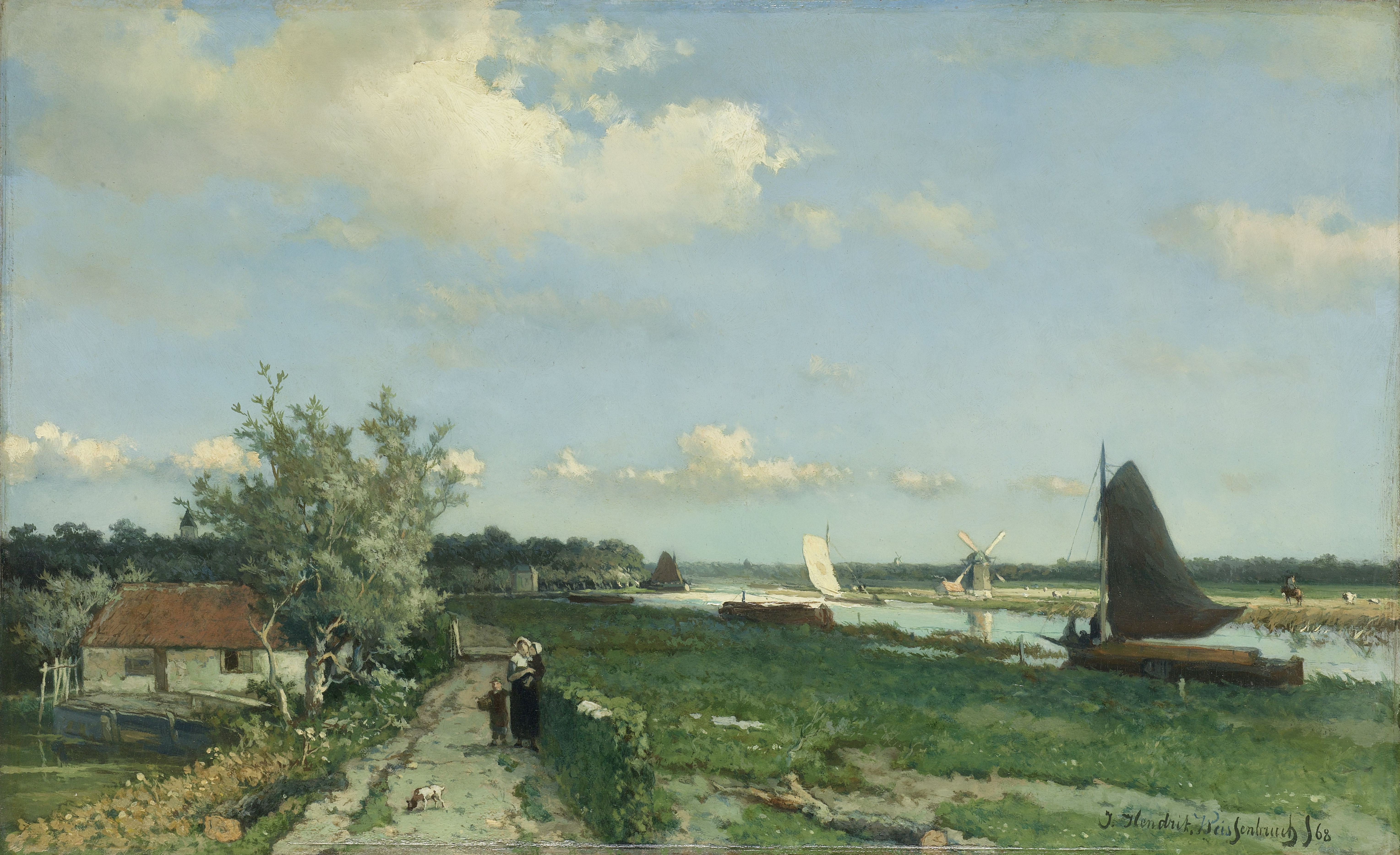
Gezicht bij de Geestbrug: de Trekvliet, links kasteel De Binckhorst en rechts de Laakmolen (1868)

### Deelgebieden
De Binckhorstlaan is de belangrijkste as, die het gebied in twee delen splitst. Aan de ene zijde ligt de Trekvliet met enkele kleine havens, dit gedeelte wordt door de gemeente Den Haag de Trekvlietzone genoemd. Aan de andere zijde bevindt zich onder meer de grotere Binckhorsthaven waarvan de twee betoncentrales gebruikmaken voor de overslag. Het deel dat het dichtst bij het centrum van Den Haag ligt, wordt ook wel Binckhorst-Noord genoemd. De grote kantoorgebouwen met meer dan tien verdiepingen staan in de hoek die het dichtst bij station Voorburg ligt.

## Geschiedenis

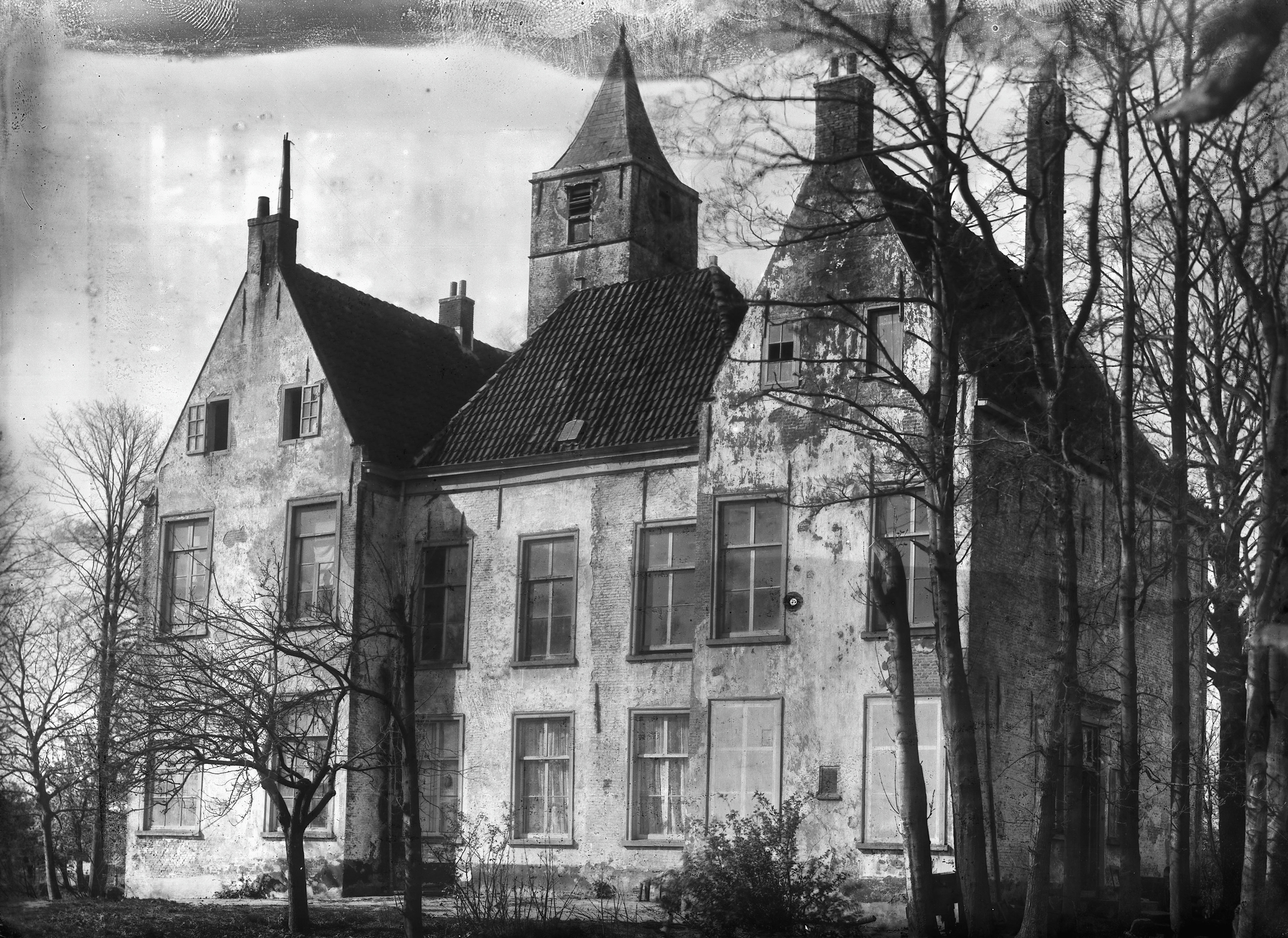
Kasteel de Binckhorst

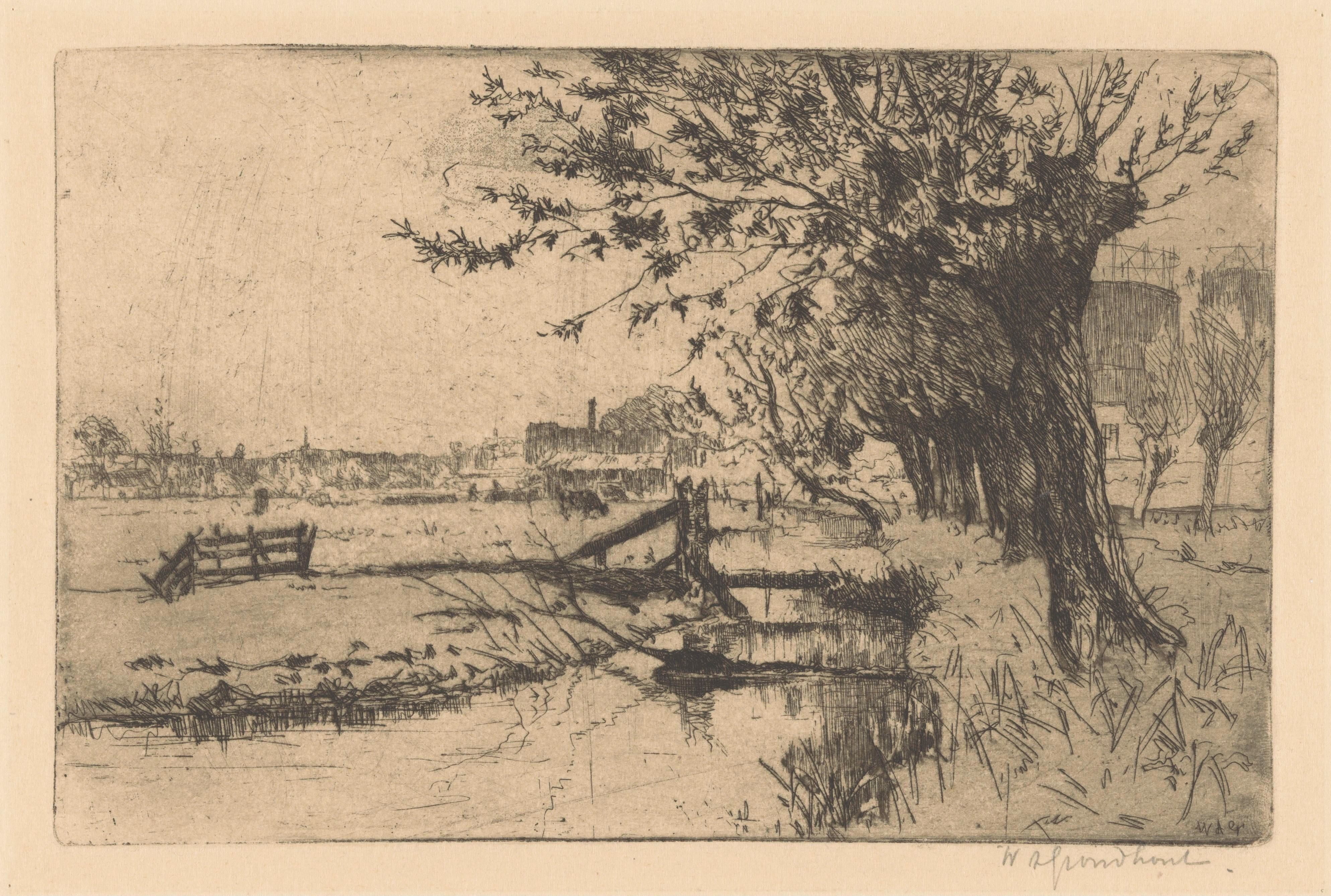
De gashouders van de gasfabriek (rechts)

Binckhorst is een historische naam: al in 1308 werd Kasteel de Binckhorst genoemd. Van 1563 to 1678 werd het bewoond door het geslacht Snouckaert, allereerst Willem Snouckaert. Het huidige kasteeltje – gebouwd in tussen 1570 en 1625 – stond vanaf 1969 tot begin 2019 achter kantoren enigszins verborgen aan de Binckhorstlaan. In het kasteel was tot 2020 een privékliniek voor plastische chirurgie gevestigd. 
In 1901 is het gebied nog een kale polder. De Binckhorstlaan is als smalle weg wel aanwezig, maar vanuit Den Haag slechts bereikbaar door krappe straatjes zoals de Waalstraat. Ook moet men de verbindingsbaan Staatsspoor – Hollands spoor kruisen, en de spoorlijn Den Haag – Leiden. Wel komt er in 1921 een terrein voor woonwagens beschikbaar. Door de snelle overbevolking wordt het alweer in 1925 gesloten en de bewoners verplaatst naar elders in de regio.
Tot begin twintigste eeuw behoorde de Binckhorst tot het grondgebied van de gemeente Voorburg. Na annexatie door de gemeente Den Haag in 1907 werd gestart met de ontwikkeling van het gebied tot bedrijventerrein. In die periode is een fabriek voor stadsgas gebouwd, enkele gebouwen hiervan bestaan in 2024 nog steeds. Onderdeel van wat ooit het grootste industrie-complex van Den Haag was, waren twee 53 m hoge gashouders. De meeste overige bedrijfspanden zijn pas na de Tweede Wereldoorlog gebouwd. Hieronder vallen het de fabriekshal van Escher's Machinefabriek uit 1957 en de voormalige Anthony Fokkerschool uit 1963. Dit schoolgebouw is nu in gebruik als congrescentrum.

### Haven

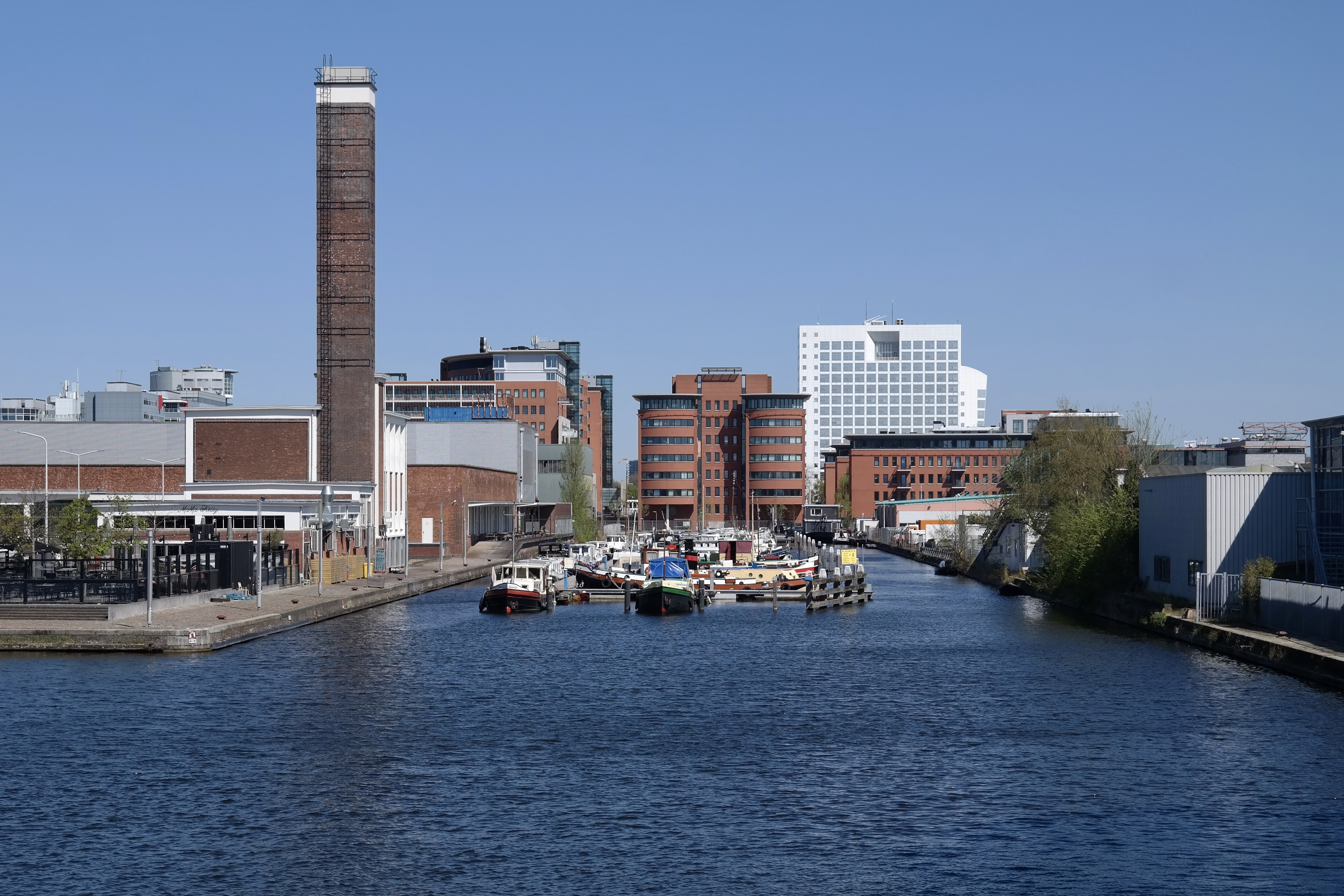
De Binckhorsthaven in 2020.

In de dertiger jaren is als werkgelegenheidsproject de Binckhorsthaven aangelegd. Voor het ophogen van de terreinen langs de havens werd deels gebruik gemaakt van duinzand, dat beschikbaar kwam doordat een deel van het duinlandschap in het Sint Hubertuspark moest wijken voor een verbreding van de Raamweg tussen de Waalsdorperweg en de Kwekerijweg.

### Buslijnen
Voor de oorlog was er niet veel te doen in de Binckhorst; alleen de begraafplaats St. Barbara trok bezoekers. Het eerste openbaar vervoer kwam er pas in 1934; toen de HTM enkele dagen in november met een bus ging rijden vanaf station HS naar deze begraafplaats. Dit was de Buslijn Dienst St. Barbara, zonder lijnletter, de "tranenlijn". Later werd dit éénmaal per maand en iets vaker in november. Bij de Duitse inval verviel de lijn. In 1947 keerde de lijn terug. In 1953 was het industrieterrein in ontwikkeling en daarom ging er een dagelijkse buslijn W rijden. De Dienst St. Barbara was sindsdien niet meer nodig. Lijn W werd in 1955 lijn 30; tien jaar later werd dit lijn 20. Later reden hier nog onder andere buslijn 26, 28, 33, 44, 46, 47, 54, 55, 138, 188, 240, 241, 242. Anno 2023 rijden hier bussen van de lijnen 26 & 28.

## Transformatie

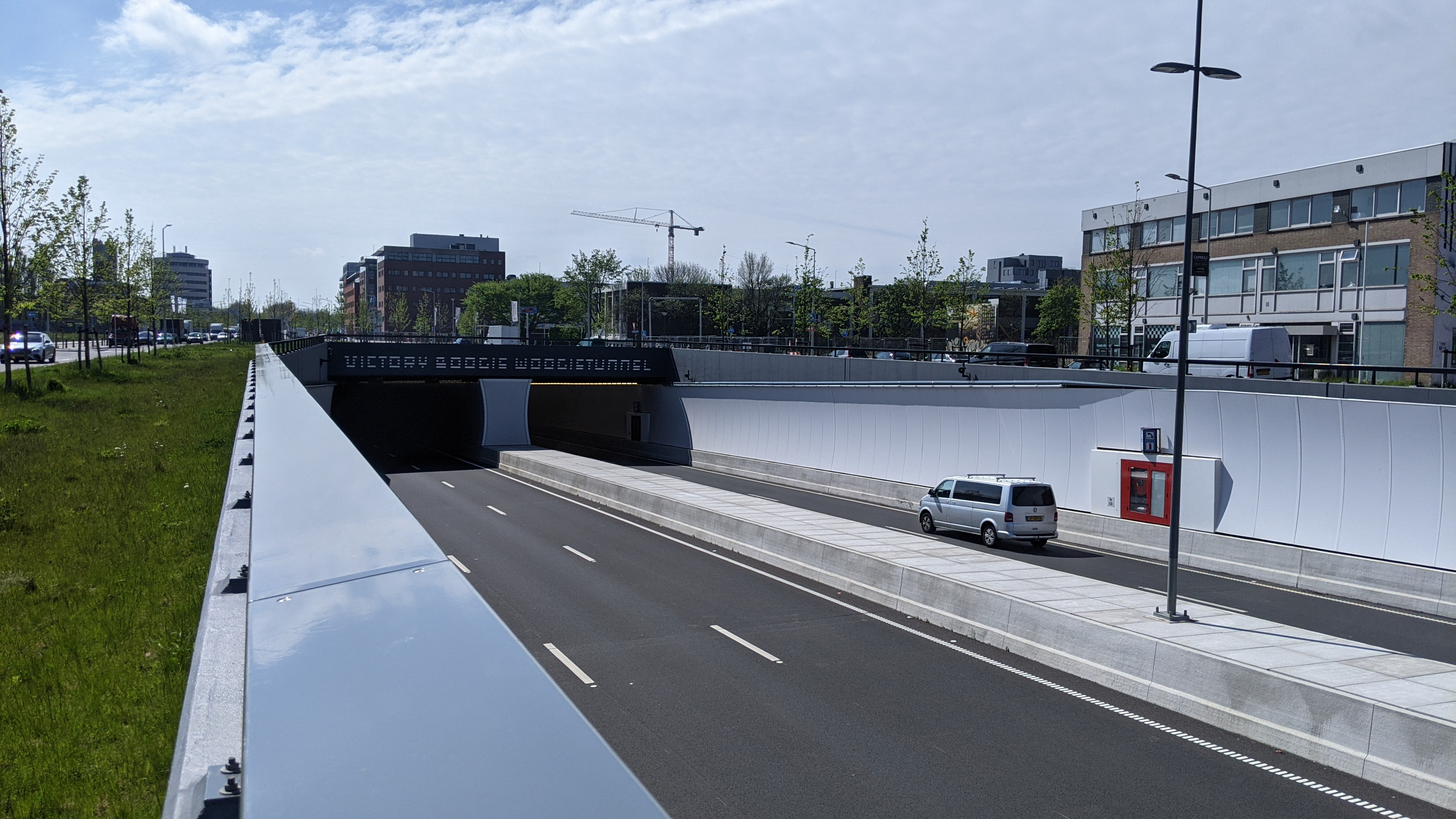
Victory Boogie Woogietunnel

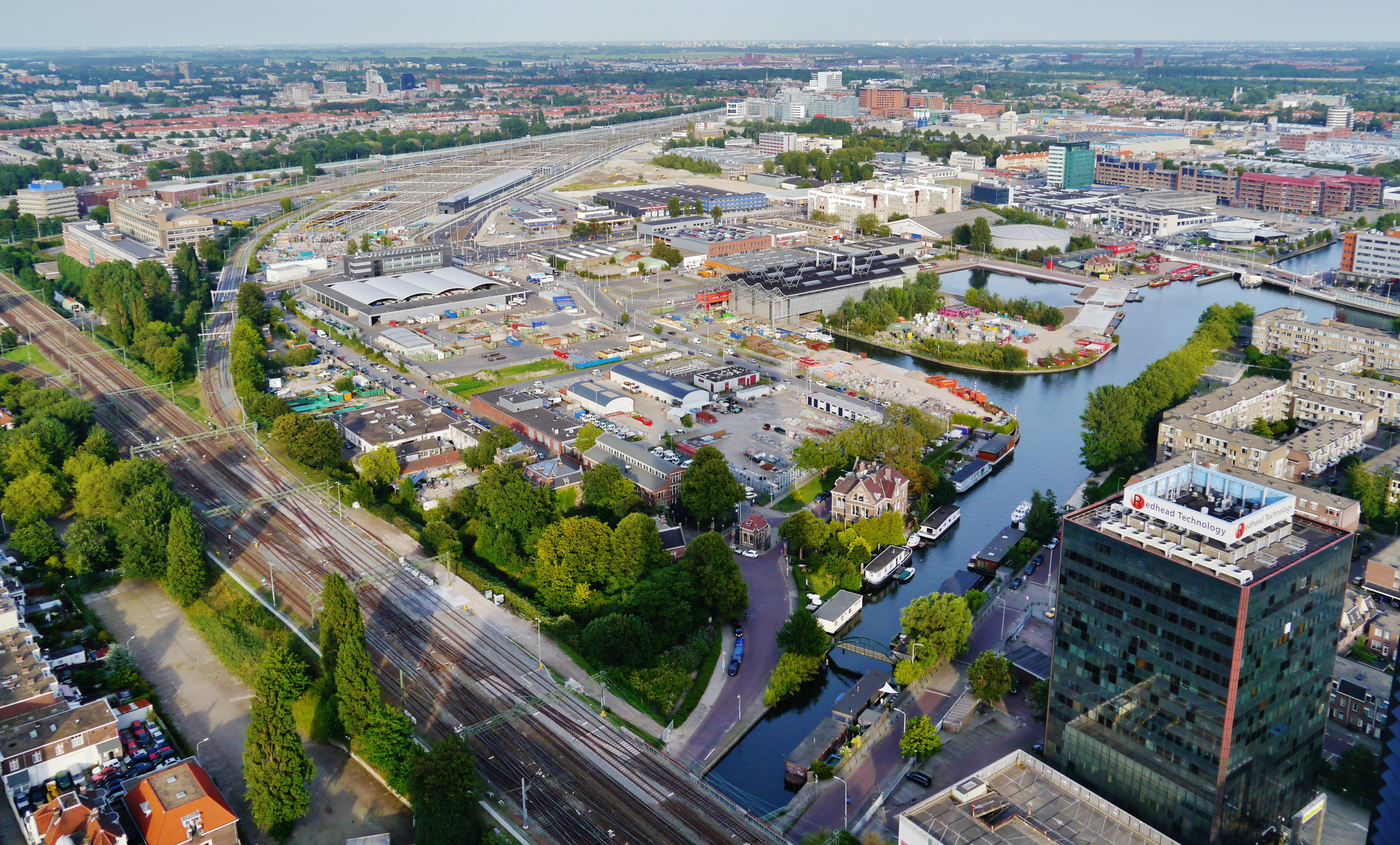
De Binckhorst met de trekvliet en enkele kleine havens.

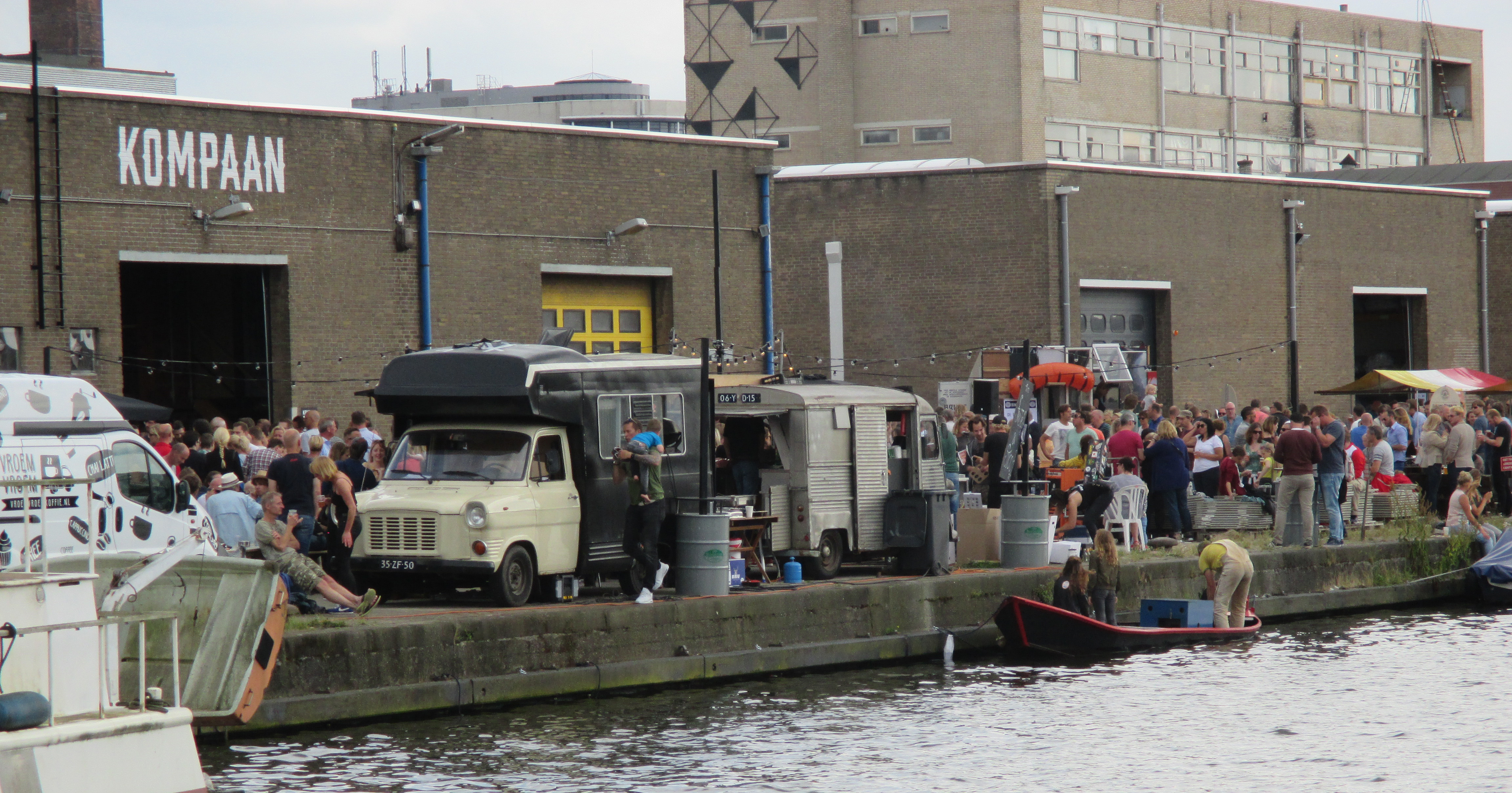
Evenement aan de Binckhorsthaven.

In 2009 werd een bestemmingsplan vastgesteld, waarin de transformatie van het zuidelijke deel van Binckhorst tot Nieuw Binckhorst Zuid wordt omschreven. Het zou een gemengd woon-, werk- en leefgebied worden met –volgens de gemeente– "mondiale allure en hoogstedelijke kwaliteit". Tussen 2010 en 2019 is een flink aantal bedrijfspanden en een rij portiekflats gesloopt. Ze moesten plaats maken voor woningen gecombineerd met bedrijven, industrie en de Victory Boogie Woogietunnel. Hierdoor zijn het kasteel en de begraafplaats weer zichtbaar vanaf de hoofdweg; in plannen van de gemeente zullen beide met een nieuwe groenzone verbonden worden tot het Binckhorstpark. Diverse kantoorgebouwen hebben in dezelfde periode een woonbestemming gekregen, zoals delen van het voormalige hoofdkantoor van KPN en het complex van de Staatsdrukkerij.

### Na de kredietcrisis
Door de kredietcrisis is van dit bestemmingsplan alleen de Victory Boogie Woogietunnel tot uitvoering gekomen. De Binckhorst kende zelfs weer een toename van autobedrijven; een sector die –mede door aansturing van de gemeente– in eerste instantie bijna verdwenen was. Wel zijn er enkele kantoorpanden omgebouwd tot appartementen. Mede hierdoor en de eerste nieuwbouw is de bevolking sinds 2015 ruim verzesvoudigd. Medio 2022 opdende de eerste basisschool en in 2023 moet de eerste middelbare school –vernoemd naar John Dewey– starten met onderwijs.
In maart 2019 is een nieuw omgevingsplan (bestemmingsplan 2.0) vastgesteld. Verschillende plannen met woontorens (tot 130 meter) zijn daarbij gepresenteerd. Het eerste project van 50m hoogte is begin 2023 opgeleverd op het voormalige SDU-terrein. Nieuwe wegen in de wijk zijn onder meer de Melkwegstraat en de na 2023 aan te leggen Calistoweg. Ook een nieuw fietspad is voorzien, hiervoor wordt onder meer een onderdoorgang gerealiseerd bij de Trekvlietbrug. Deze fietsroute gaat de binnenstad van Den Haag met de Binckhorst, Ypenburg en Pijnacker-Nootdorp verbinden.

### Koningscorridor
Voor een betere vervoersontwikkeling was eerst een vrije busbaan voorzien, hiervoor is in totaal 60 miljoen euro beschikbaar gesteld. Medio 2021 werd besloten dat deze zal worden omgebouwd tot een railverbinding. Voor de ombouw naar tram- of lightrail-verbinding hebben de rijksoverheid en de gemeente Den Haag elk 50 miljoen euro gereserverd. Deze wordt dan onderdeel van de Koningscorridor die op termijn naar Zoetermeer en Gouda kan worden verlengd. De aan te leggen route zou door de betrokken gemeenteraden worden gekozen. In juni 2022 werd bekend gemaakt dat het HOV voor de Binckhorst deel gaat uitmaken van tramlijn 1. Gezien vanuit Den Haag CS gaat de tram na de Binkhorst om en om doorrijden naar Delft of Voorburg. De lijn krijgt binnen de Binckhorst twee ongelijkvloerse kruisingen met het wegverkeer. Door verschillende overheidsinstanties is een bedrag van totaal 575 miljoen euro vrijgemaakt.

## Galerij

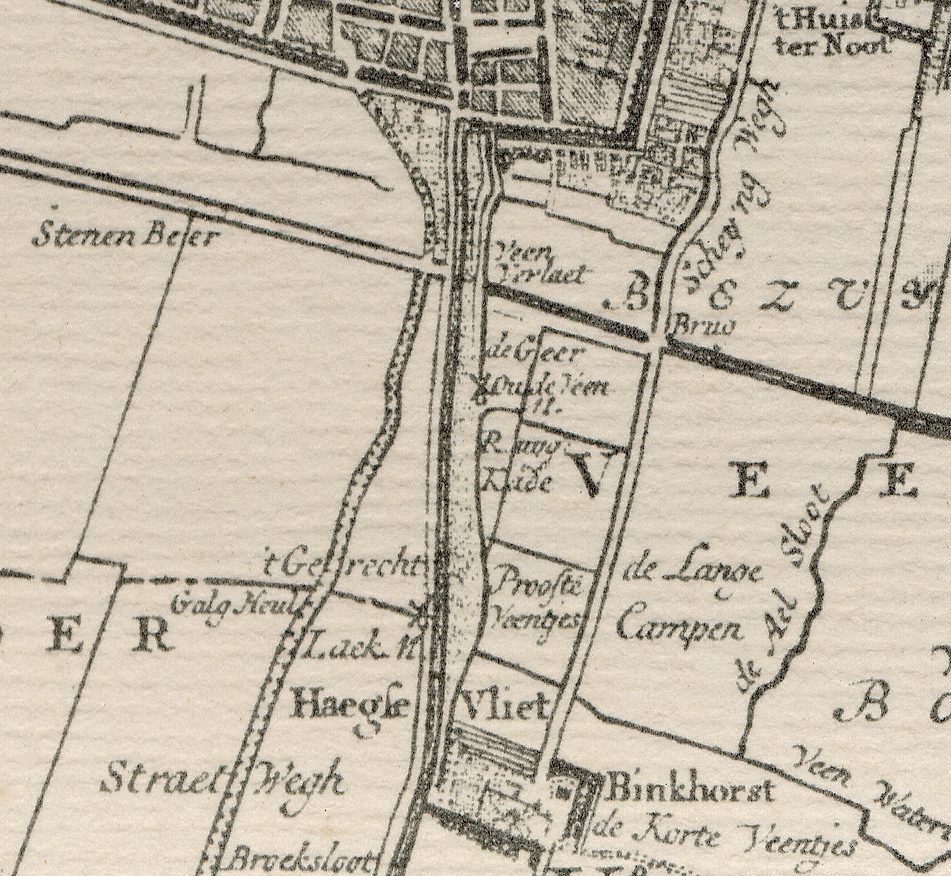
Binckhorst en de Haagse Vliet of Trekvliet (1750)
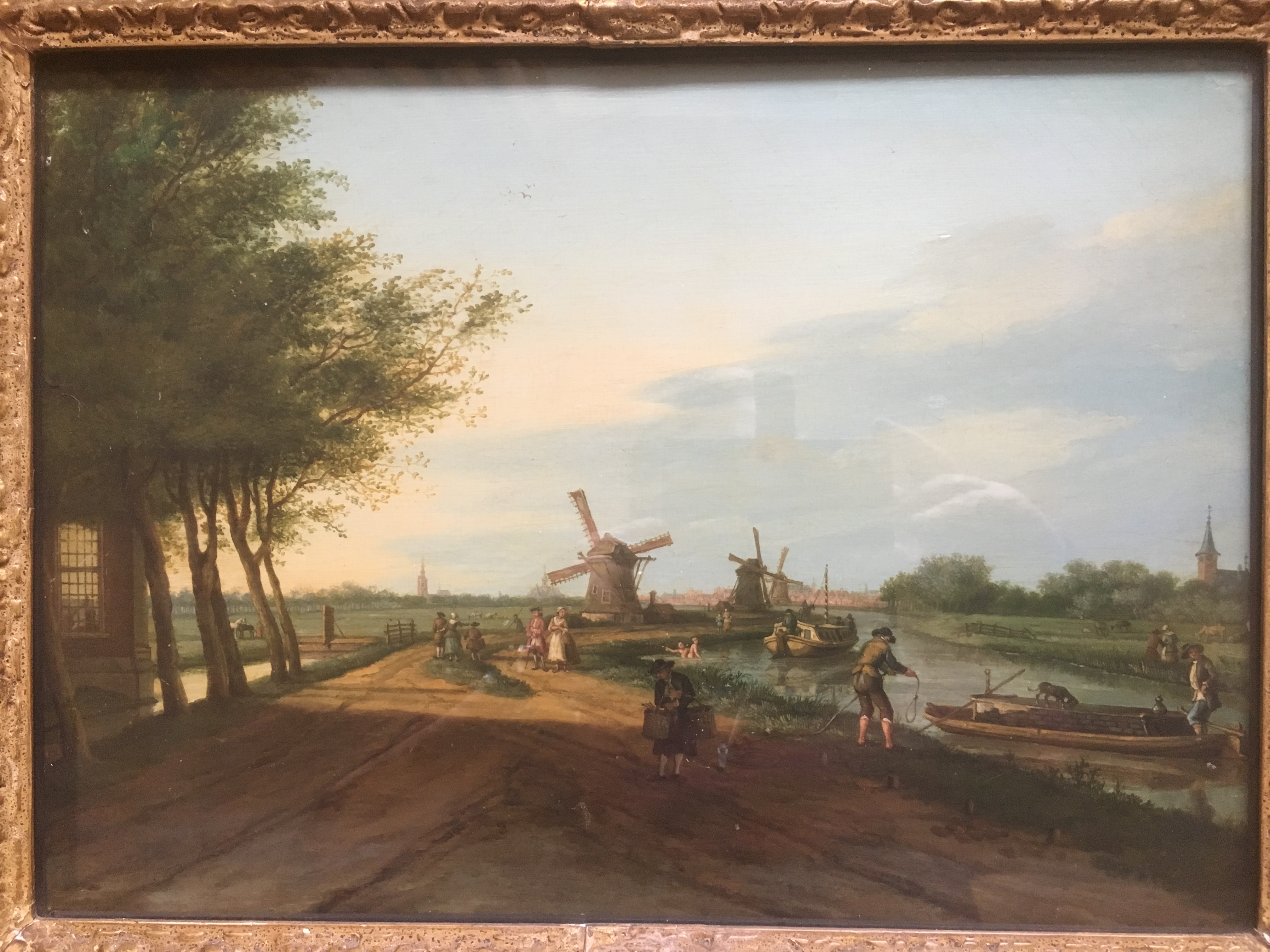
Binckhorst gezien vanuit Rijswijk (circa 1765)
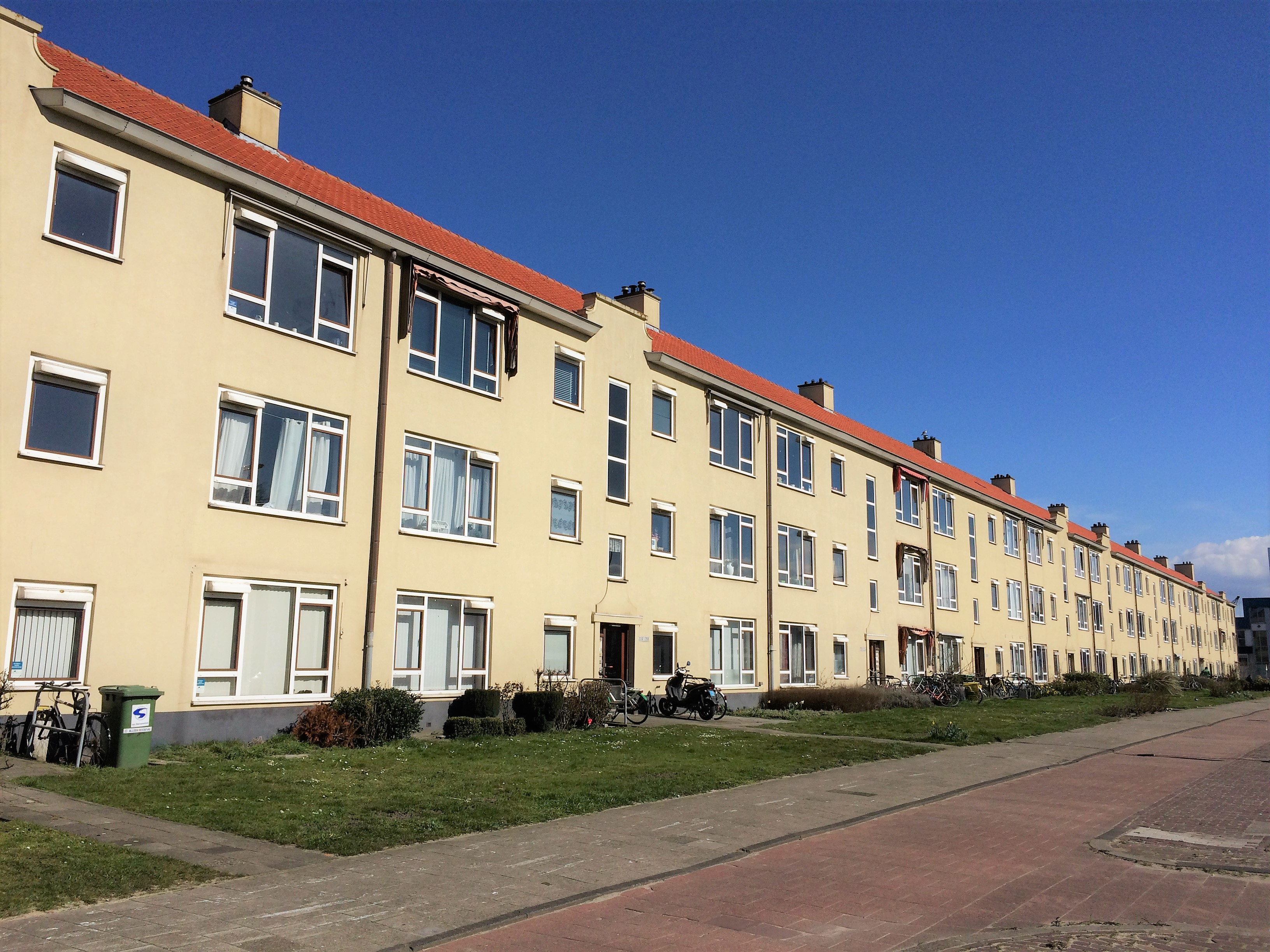
De in 2015 gesloopte portiekflats aan de Binckhorstlaan.
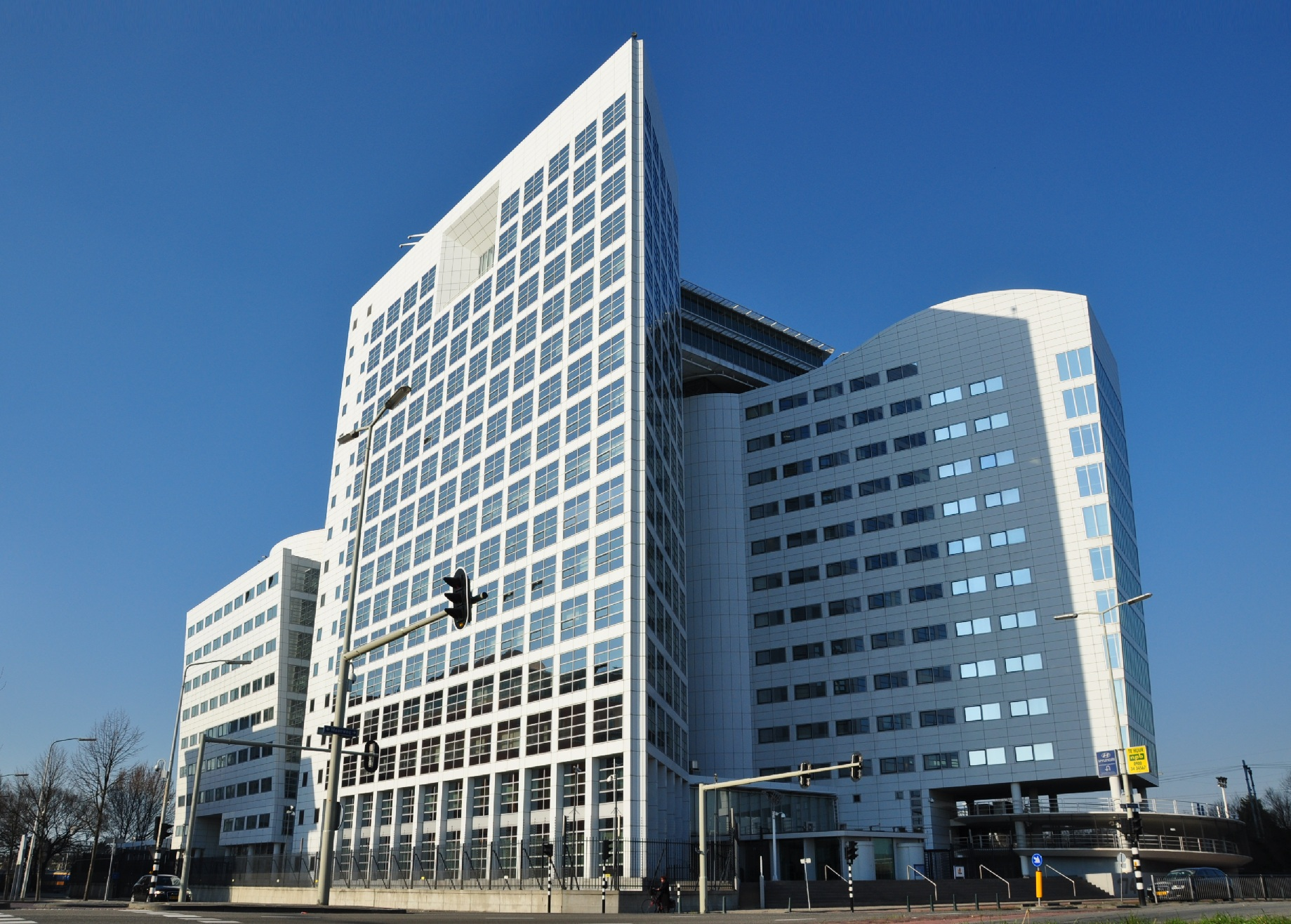
Voormalig gebouw van het Internationaal Strafhof
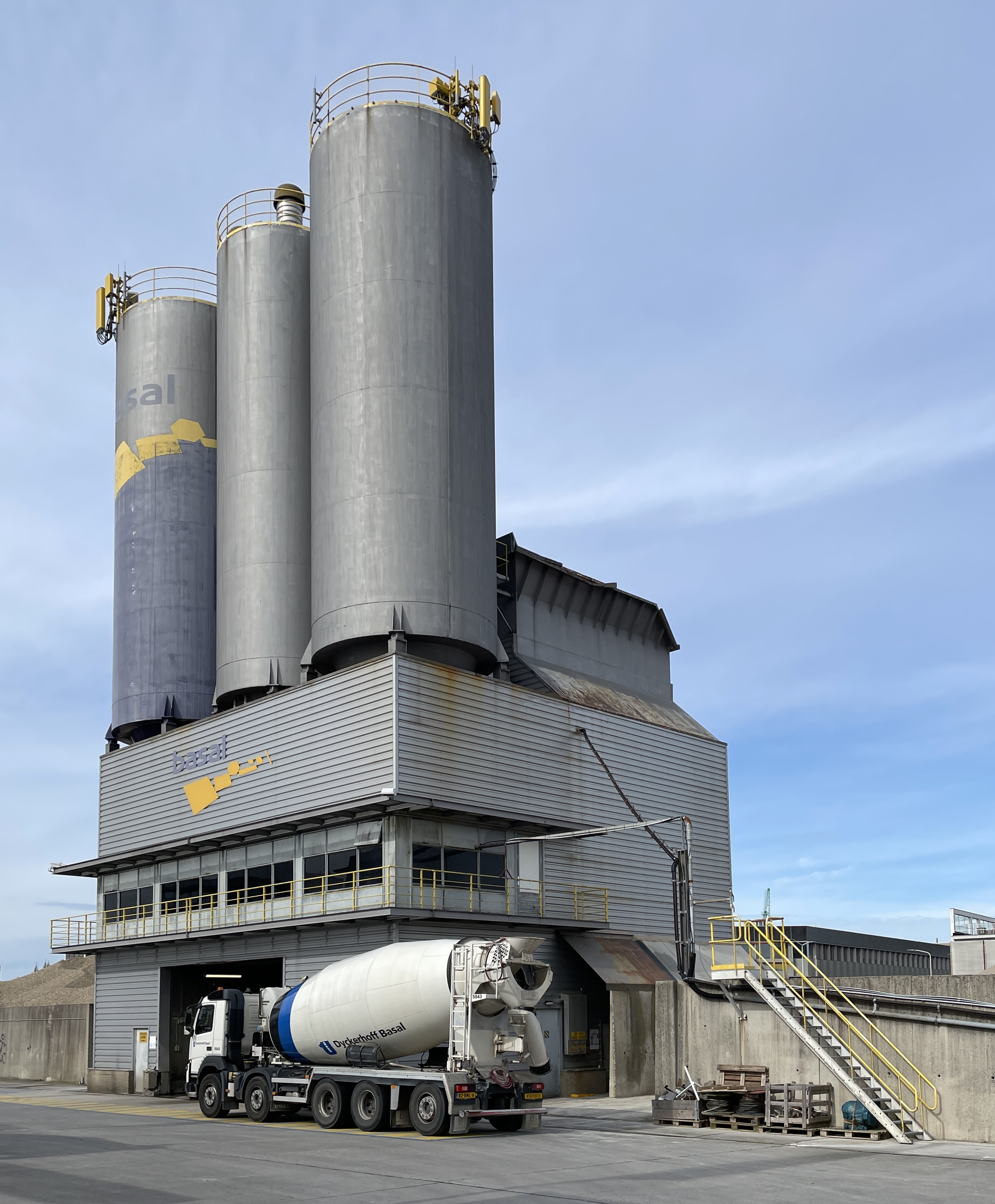
Silo voor een cementfabriek aan de Binckhorsthaven
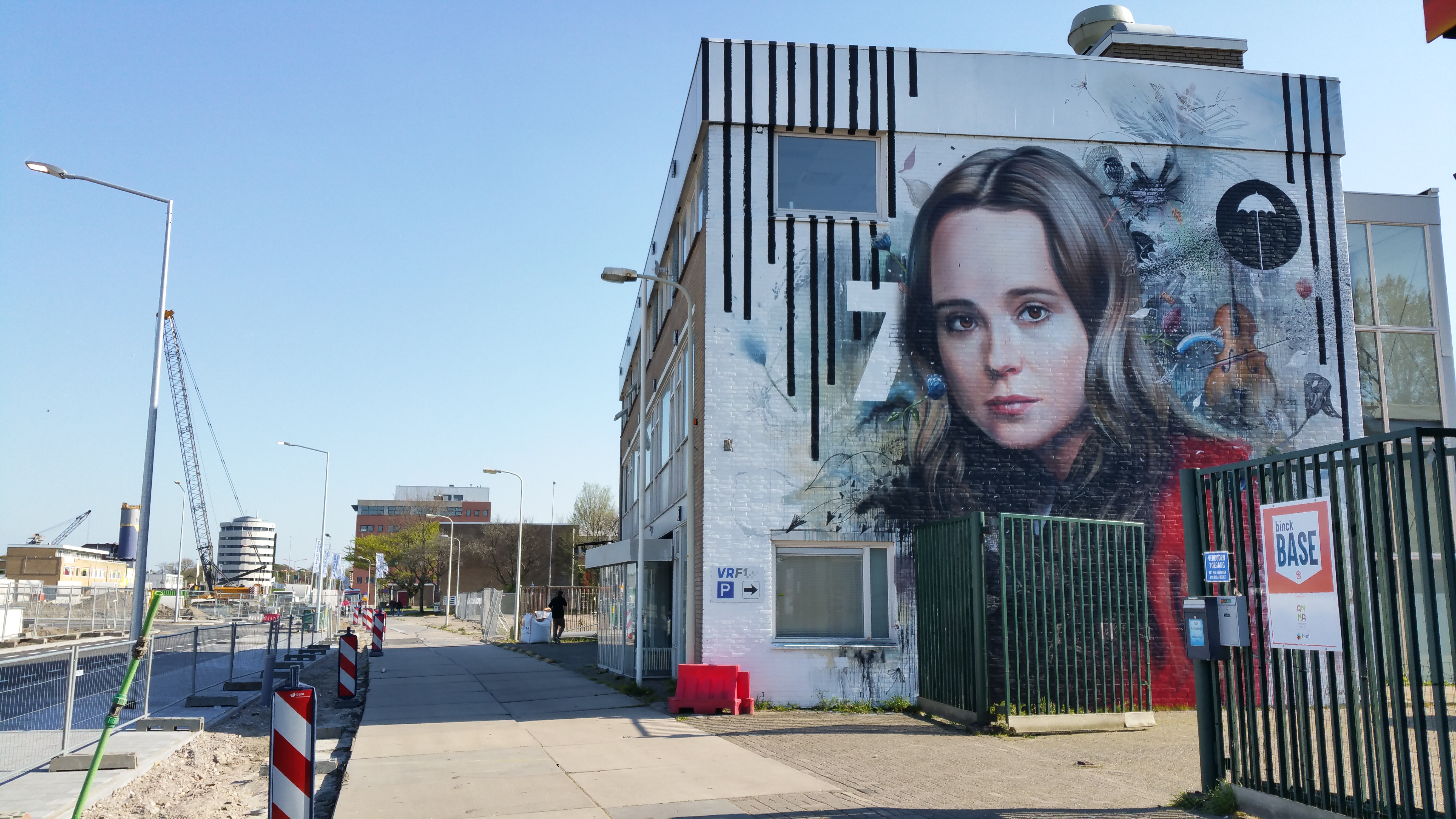
Muurkunst op een bedrijfspand
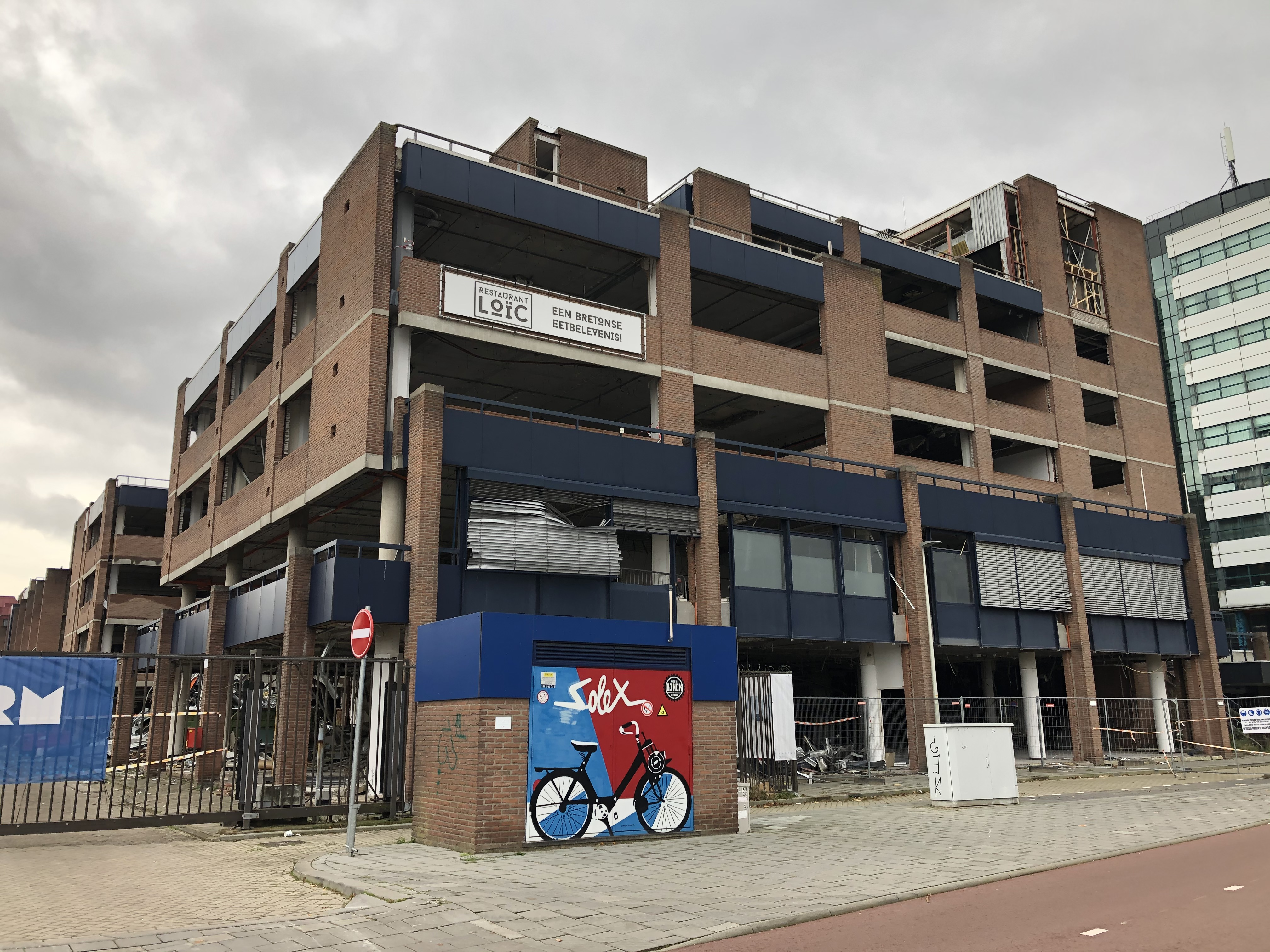
Start sloop van voormalige defensiekantoren
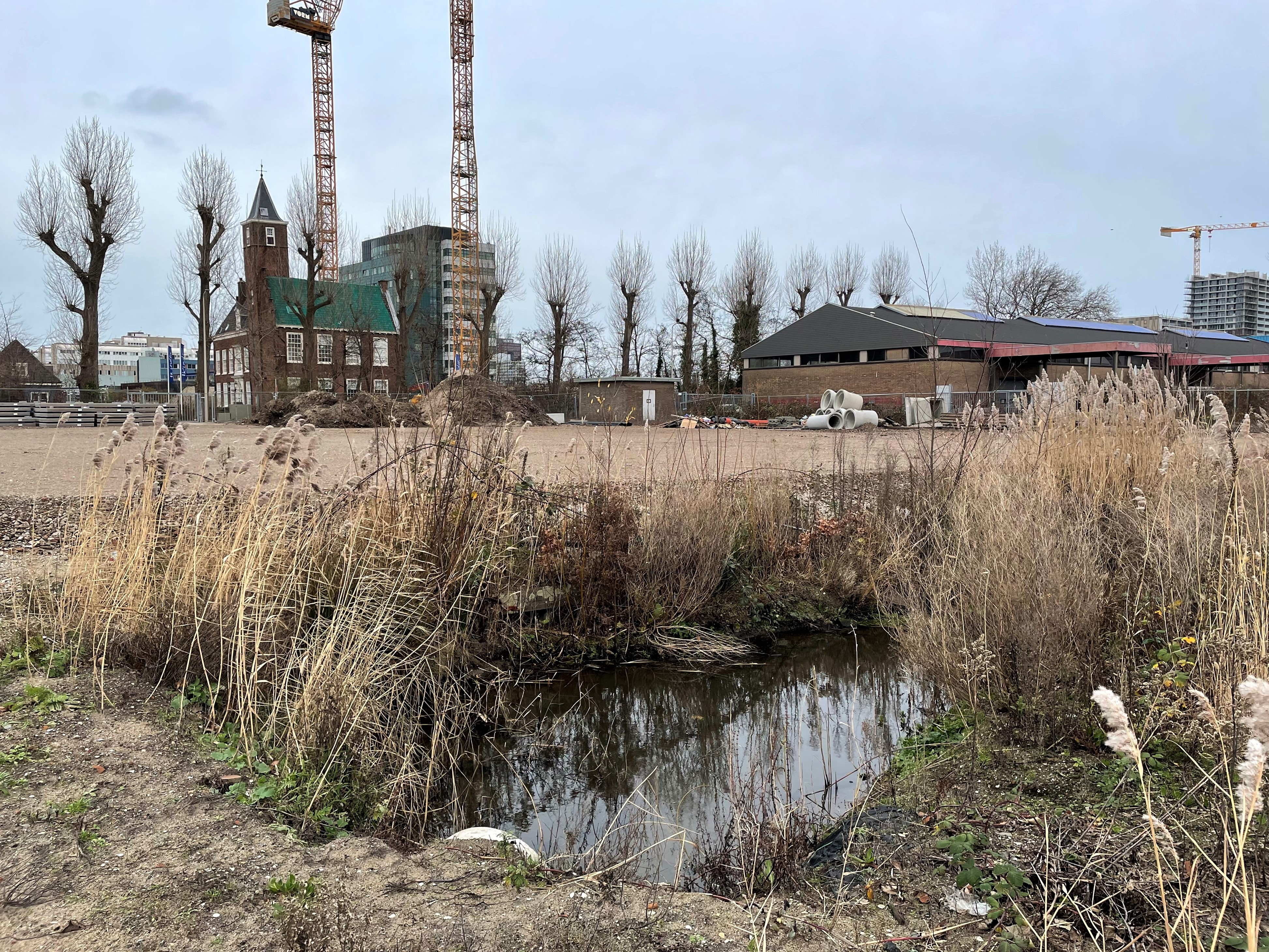
Het kasteeltje tussen bouwrijpe gronden en bouwkranen.
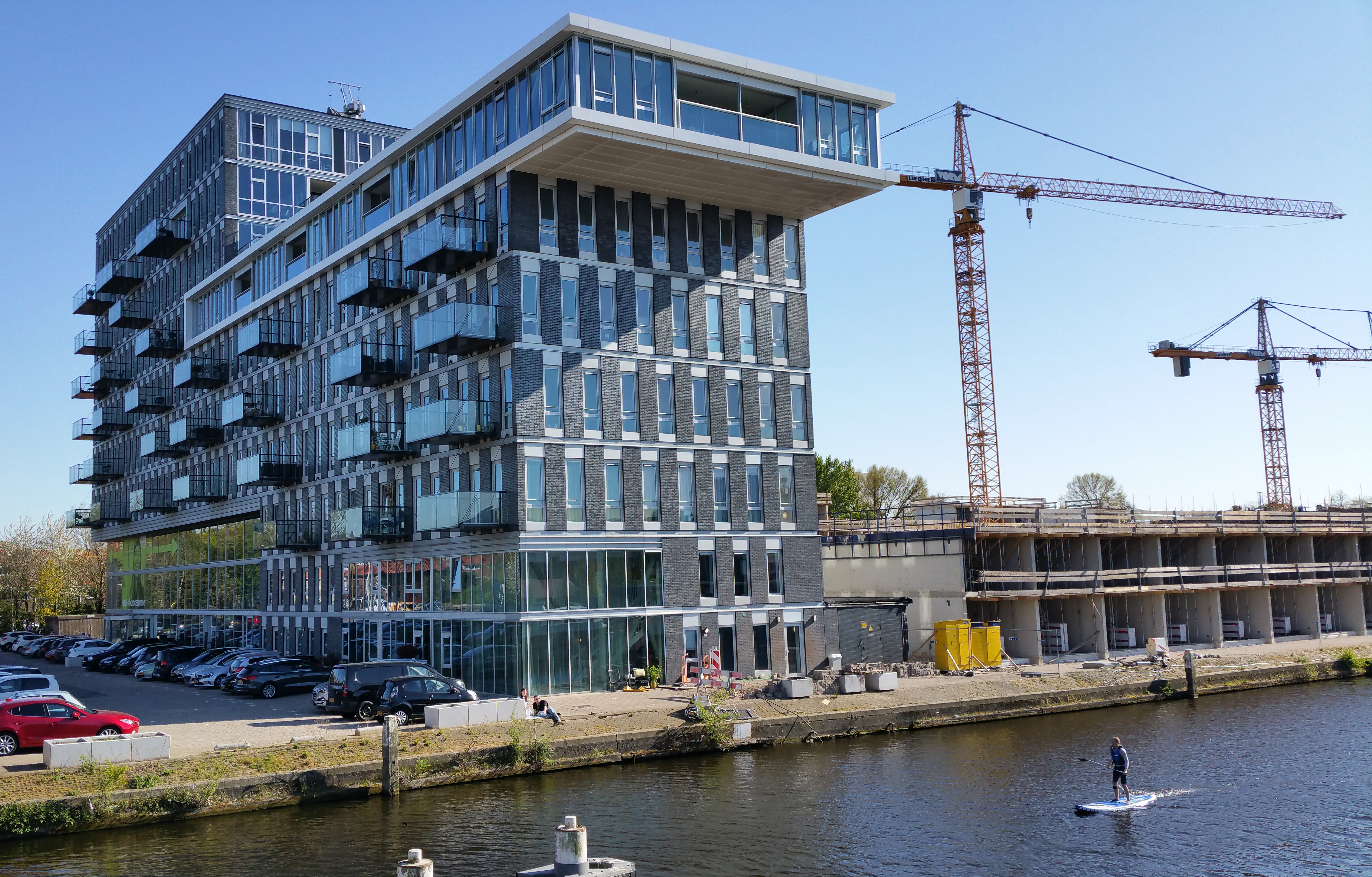
Het voormalige SDU-kantoor in gebruik als appartementengebouw.